# Selva Monomoy
La selva Monomoy es un área silvestre de 3244 hectáreas (13 km²) al sur de los Estados Unidos, en el estado de Massachusetts. Se encuentra dentro del Refugio Nacional de Vida Silvestre de Monomoy.
Las fuertes tormentas de invierno aislaron al punto Monomoy de la parte continental en 1958 y, 20 años después, se separó de la Isla Norte de Monomoy. Las dunas de arena en la costa oriental de la isla dan paso a la marisma y luego a las marismas en la costa occidental. El ecosistema es un hábitat ideal para las aves migratorias.
Declarado como un santuario para la vida silvestre en 1944, la mayoría del Refugio Nacional de Monomoy ha sido designado como una selva. Esto incluye todo el norte de la isla y todos menos dos tramos de la isla en la parte sur. La parte continental del Refugio no es propiamente una selva.
La selva se encuentra protegida por el Servicio de Pesca y Vida Silvestre de los Estados Unidos.